# Шастін Євген Євгенович
Євген Євгенович Шастін (нар. 14 липня 1960, м. Омськ, РСФСР, СРСР) — радянський і український хокеїст, крайній нападник.

## Із біографії
Вихованець омського «Шинника». За основну команду дебютував у сезоні 1977/78. «Шинник» переміг у східній зоні другої ліги і здобув путівку до першої ліги. На другий рік виступів став гравцем основного складу.
З 1979 по 1989 рік виступав за київський «Сокіл». Бронзовий призер 1985 року. Найрезультативніший гравець команди в чемпіонатах Радянського Союзу — 166 закинутих шайб в 370 матчах. Найкращий снайпер ліги в 1988/89 — 21 гол (разом із московським армійцем Сергієм Макаровим).
В 1989 році отримав запрошення виступати за ЦСКА. За один сезон у складі московських армійців здобув кубок європейських чемпіонів і срібло національного чемпіонату. Два наступні роки провів у Швейцарії. Грав за команди другого дивізіону «Мартіньї» і «С'єрр». З 1992 по 1998 рік виступав за «Сокіл» (Київ), «Авангард» (Омськ), «Рубін» (Тюмень) і СКА (Санкт-Петербург).
У 1980 році здобув золоту нагороду на молодіжному чемпіонаті світу. Виступав за другу збірну Радянського Союзу. У складі збірної України брав участь у двох чемпіонатах світу дивізіону С (1993, 1994). Провів на турнірах 11 матчів і забив 5 голів.
Один з найрезультативніших гравців радянського і російського хокею. В елітній лізі закинув 240 шайб (26-е місце). Входить до клубу Всеволода Боброва — 253 голи.
Відразу після завершення ігрової кар'єри розпочав тренерську діяльність. Працював асистентом головних тренерів омського «Авангарда» Володимира Голубовича і Валерія Бєлоусова.
Син, Єгор Шастін, виступав за омський «Авангард», «Торпедо» (Нижній Новгород) та інші клуби.

## Досягнення
- Чемпіон світу серед молодіжних команд (1): 1980
- Володар кубка європейських чемпіонів (1): 1990
- Срібний призер чемпіонату СРСР (1): 1990
- Бронзовий призер чемпіонату СРСР (1): 1985

## Статистика
| Сезон                              | Команда                            | Ліга                               | І   | Г   | П   | О   | Штр |
| ---------------------------------- | ---------------------------------- | ---------------------------------- | --- | --- | --- | --- | --- |
| 1977/78                            | «Шинник» (Омськ)                   | друга                              | 7   | 3   | 0   | 3   | 0   |
| 1978/79                            | «Шинник» (Омськ)                   | перша                              | 56  | 15  | 13  | 28  | 73  |
| 1979/80                            | «Сокіл» (Київ)                     | вища                               | 9   | 6   | 0   | 6   | 4   |
| 1980/81                            | «Сокіл» (Київ)                     | вища                               | 49  | 24  | 9   | 33  | 29  |
| 1981/82                            | «Сокіл» (Київ)                     | вища                               | 42  | 21  | 12  | 33  | 21  |
| 1982/83                            | «Сокіл» (Київ)                     | вища                               | 33  | 15  | 6   | 21  | 26  |
| 1983/84                            | «Сокіл» (Київ)                     | вища                               | 43  | 18  | 5   | 23  | 20  |
| 1984/85                            | «Сокіл» (Київ)                     | вища                               | 39  | 12  | 12  | 24  | 12  |
| 1985/86                            | «Сокіл» (Київ)                     | вища                               | 37  | 15  | 8   | 23  | 36  |
| 1986/87                            | «Сокіл» (Київ)                     | вища                               | 34  | 12  | 9   | 21  | 49  |
| 1987/88                            | «Сокіл» (Київ)                     | вища                               | 43  | 22  | 17  | 39  | 30  |
| 1988/89                            | «Сокіл» (Київ)                     | вища                               | 41  | 21  | 13  | 34  | 55  |
| 1989/90                            | ЦСКА (Москва)                      | вища                               | 45  | 15  | 8   | 23  | 28  |
| 1990/91                            | «Мартіньї» (Швейцарія)             | ліга В                             | 25  | 23  | 20  | 43  | 47  |
| 1990/91                            | «Мартіньї»                         | плей-оф                            | 1   | 0   | 0   | 0   | 24  |
| 1991/92                            | «С'єрр» (Швейцарія)                | ліга В                             | 16  | 14  | 10  | 24  | 62  |
| 1992/93                            | «Авангард» (Омськ)                 | МХЛ                                | 41  | 16  | 19  | 35  | 38  |
| 1993/94                            | «Сокіл» (Київ)                     | МХЛ                                | 2   | 3   | 1   | 4   | 6   |
| 1994/95                            | «Авангард» (Омськ)                 | МХЛ                                | 52  | 12  | 15  | 27  | 77  |
| 1994/95                            | «Авангард» (Омськ)                 | плей-оф                            | 6   | 1   | 1   | 2   | 6   |
| 1995/96                            | «Рубін» (Тюмень)                   | МХЛ                                | 46  | 15  | 14  | 29  | 79  |
| 1996/97                            | СКА (Санкт-Петербург)              | суперліга                          | 42  | 10  | 6   | 16  | 42  |
| 1997/98                            | СКА (Санкт-Петербург)              | суперліга                          | 10  | 2   | 1   | 3   | 10  |
| Усього в елітній лізі СРСР і Росії | Усього в елітній лізі СРСР і Росії | Усього в елітній лізі СРСР і Росії | 614 | 240 | 156 | 396 | 568 |